# Mussaenda malacotricha
Mussaenda malacotricha är en måreväxtart som beskrevs av Elmer Drew Merrill och Lily May Perry. Mussaenda malacotricha ingår i släktet Mussaenda och familjen måreväxter. Inga underarter finns listade i Catalogue of Life.